# Пауль фон Ельц-Рюбенах
Петер Пауль фон Эльц-Рюбенах (нім. Peter Paul Freiherr von Eltz-Rübenach; 1875—1943) — німецький державний діяч, рейхсміністр шляхів сполучення та рейхсміністр пошти (1933—1937).

## Біографія
З сім'ї великого землевласника, з 1921 року одружений з дочкою генерала Оскара фон Гутьєра.
Освіту здобув в кавалерійській академії в Бельбурзі і Вищій технічній школі в Ахені, де навчався машинобудуванню.
З 1902 року перебував на державній службі. З 1905 року служив у відомстві шляхів сполучення. У 1911—1914 роках — технічний аташе генерального консульства в Нью-Йорку.
Учасник Першої світової війни, служив у залізничних військах. В кінці війни служив у Великому Генеральному штабі, фахівець із залізничних перевезень. За бойові заслуги нагороджений Залізним хрестом 1-го і 2-го класу.
Після війни працював з 1919 року в прусському міністерстві громадських робіт, а потім в міністерстві транспорту, міністеріальрат (1923).
З липня 1924 року — оберпостдиректор і президент дирекції імперських доріг в Карлсруе.
У червні 1932 увійшов до складу уряду Франца фон Папена, очоливши імперські міністерства транспорту і зв'язку.
Після приходу до влади Адольфа Гітлера зберіг свої пости. У 1930-х років вступив в НСДАП.
2 лютого 1937 був відправлений у відставку, а в кожне міністерство призначений особливий міністр (Юліус Дорпмюллер і Вільгельм Онезорге).

## Нагороди
- Золота медаль Бойта (1904)
- Залізний хрест 2-го і 1-го класу
- Почесний хрест ветерана війни
- Золотий партійний знак НСДАП